# Paroecanthus fallax
Paroecanthus fallax är en insektsart som beskrevs av Henri Saussure 1874. Paroecanthus fallax ingår i släktet Paroecanthus och familjen syrsor. Inga underarter finns listade i Catalogue of Life.